# E. R. Braithwaite

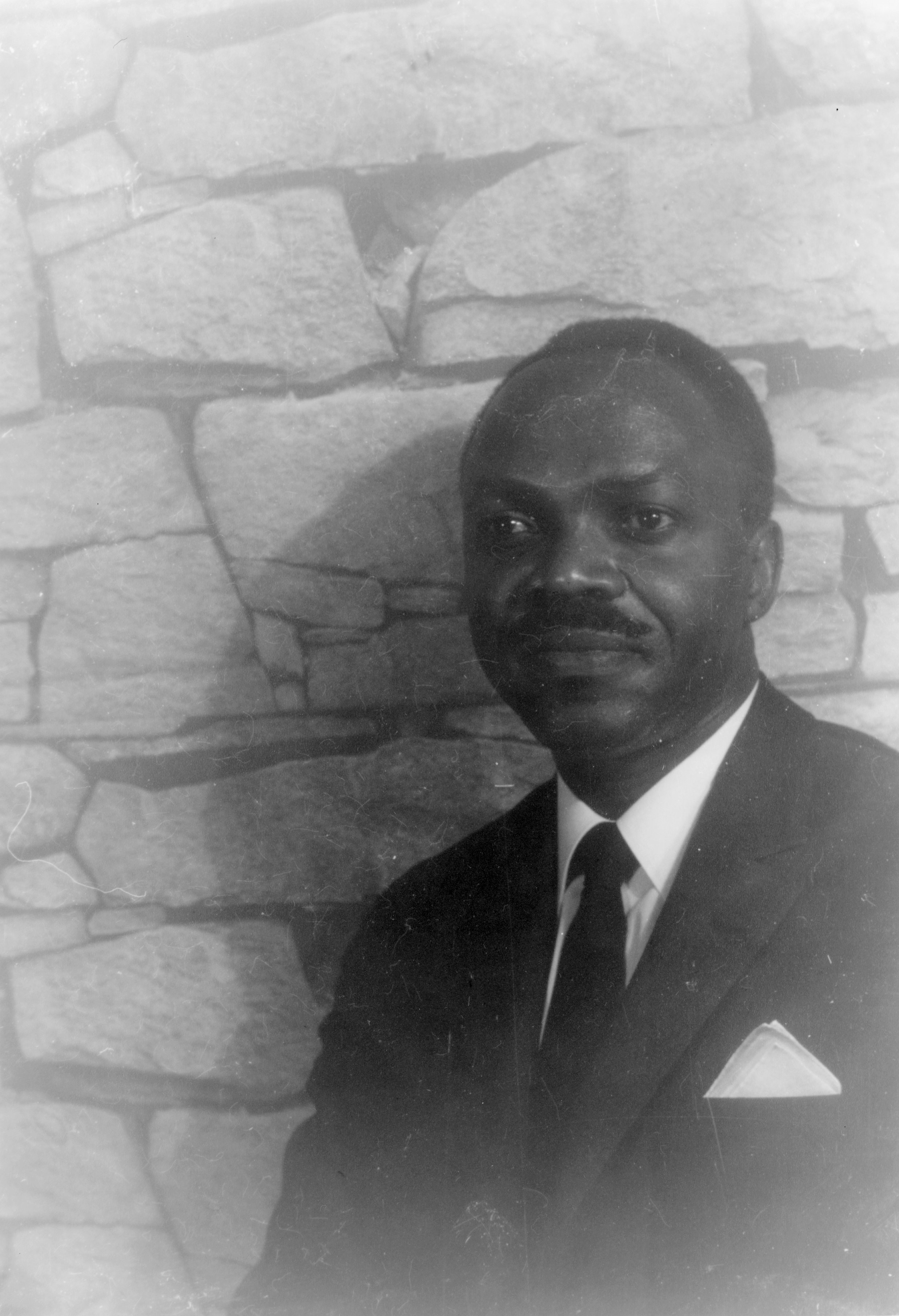
E. R. Braithwaite (Foto: Carl van Vechten, 1962)

Edward Ricardo Braithwaite (* 27. Juni 1912 in Georgetown; † 12. Dezember 2016 in Rockville, Maryland) war ein guyanischer Schriftsteller und Diplomat.

## Leben
Braithwaites Eltern waren beide Absolventen der University of Oxford (Geschichte und Ingenieurwissenschaften), sodass er in einer gebildeten und wohlhabenden Familie aufwuchs. Er besuchte zunächst das Queen’s College seiner Geburtsstadt und studierte dann am City College of New York, wo er 1940 den Grad eines Bachelor of Science erwarb. Von 1941 bis 1945 diente er als Pilot in der britischen Royal Air Force. Nach Kriegsende schloss er seine Studien an der University of Cambridge mit dem Grad eines Master of Science in Physik ab (1949).
Da Braithwaite aufgrund seiner Hautfarbe keine Anstellung in der Industrie fand, arbeitete er von 1950 bis 1957 als Lehrer im Londoner East End, danach von 1958 bis 1960 als Welfare Officer beim London County Council, wo es seine Aufgabe war, Pflegefamilien für schwarze Kinder zu finden. Die Erfahrungen aus diesen beiden Lebensabschnitten verarbeitete er in den autobiografischen Romanen To Sir, With Love (1959) und Paid Servant (1962).
1960 verließ Braithwaite London und ging nach Paris, wo er bis 1963 als Menschenrechtsbeauftragter für die World Veterans Foundation und anschließend bis 1966 als Dozent und Education Consultant für die UNESCO arbeitete. 1967–68 war er ständiger Vertreter Guyanas bei den Vereinten Nationen, 1968–69 Botschafter Guyanas in Venezuela. Zu den Veröffentlichungen dieser Jahre gehören der autobiografische Bericht A Kind of Homecoming über einen Besuch in Afrika (1962), der Roman Choice of Straws (1965) und der Essay The ‘Coloured Immigrant’ in Britain (1967); in den 1970er Jahren folgten das ebenfalls autobiografische Buch Reluctant Neighbours (1972) und der Reisebericht ‘Honorary White’: A Visit to South Africa (1976).
Im Anschluss an seine diplomatische Tätigkeit war Braithwaite Englischdozent und Writer in Residence an der New York University, der Florida State University und der Howard University (Washington, D.C.); an Letzterer hielt er Kurse für kreatives Schreiben und gab die Zeitschrift Faces and Voices: An Anthology of Student Literature heraus. Außerdem war er Kuratoriumsmitglied des Krasnow Institute for Advanced Studies an der George Mason University (Fairfax, Virginia).

## Rezeption
Braithwaites Bücher sind im englischsprachigen Raum bis heute sehr erfolgreich, lösten allerdings auch Kontroversen aus. Zum einen wurde ihnen – vor allem wegen ihres meist autobiografischen Charakters – Simplizität und Kunstlosigkeit vorgeworfen, zum anderen wurden ideologische Vorbehalte geäußert: Braithwaite behandle das Problem des Rassismus aus rein individueller Sicht; es gehe ihm nicht darum, gesellschaftlich-politische Lösungen zu finden, sondern er beschreibe lediglich seinen persönlichen Weg, durch Bekämpfung seines Hasses und Vergebungsbereitschaft moralische Überlegenheit zu gewinnen. Unumstritten sind allerdings Braithwaites treffende Milieuschilderungen.

## Auszeichnungen
Braithwaite erhielt mehrere Auszeichnungen, darunter den Anisfield-Wolf Book Award (für To Sir, With Love, 1961) und den Franklin Prize sowie die Ehrendoktorwürden der Universitäten Oxford und Paris (Sorbonne).

## Werke (Auswahl)
- To Sir, With Love (1959)
- Paid Servant (1962)
- A Kind of Homecoming (1962)
- Choice of Straws (1965)
- Reluctant Neighbours (1972)
- ‘Honorary White’: A visit to South Africa (1976)

## Verfilmung
Der autobiografische Roman To Sir, With Love wurde 1967 mit Sidney Poitier in der Hauptrolle verfilmt, wobei Braithwaite hier den Namen Mark Thackeray trägt. In Deutschland erhielt der Film den Titel Junge Dornen, später Herausgefordert.